# Avon Cup 1984
Avon Cup 1984 — жіночий тенісний турнір, що проходив на відкритих кортах з ґрунтовим покриттям у Марко-Айленді (США). Належав до Світової чемпіонської серії Вірджинії Слімс 1983–84. Тривав з 28 січня до 3 лютого 1985 року. П'ята сіяна Бонні Гадушек здобула титул в одиночному розряді.

## Фінальна частина

### Одиночний розряд
Бонні Гадушек —  Кетлін Горват 3–6, 6–0, 6–4
- Для Гадушек це був 1-й титул за рік і 2-й - за кар'єру.

### Парний розряд
Гана Мандлікова /  Гелена Сукова —  Енн Гоббс /  Андреа Джегер 3–6, 6–2, 6–2
- Для Мандлікової це був 3-й титул за сезон і 23-й — за кар'єру. Для Сукової це був 1-й титул за рік і 2-й - за кар'єру.